# Idioma abau
El abau es una lengua papú hablada en la provincia de Sandaun de Papúa Nueva Guinea, principalmente a lo largo de las riberas del río Sepik.
En 2002 se estimó que el número de hablantes estaba entre 4500 y 5000, aunque el censo de 2000 registraba unos 7000 personas étnicamente abau. Este número no parece haber disminuido desde las primeras estimaciones un poco precisas de los años 1970.
Los hablantes de abau tienen además una variante silbada.

## Descripción lingüística

### Fonología
|             | Anterior | Central | Posterior |
| ----------- | -------- | ------- | --------- |
| Cerrada     | i        |         | u         |
| Semicerrada | e        | ə       | o         |
| Semiabierta | ɛ        |         | ɔ         |
| Abierta     |          | a       |           |

/ə/ sólo aparece en posición media.
|                 | Bilabial | Alveolar | Palatal | Velar | Glotal |
| --------------- | -------- | -------- | ------- | ----- | ------ |
| Nasal           | m        | n        |         |       |        |
| Oclusiva        | p        |          |         | k     |        |
| Fricativa       |          | s        |         |       | h      |
| Vibrante simple |          | r        |         |       |        |
| Aproximante     |          |          | j       | w     |        |

/r/ tiene muchos alófonos diferentes: a principio de palabra se articula [l], tras /n/ se articula [d], entre vocales [r], y [t] o [ɺ] a final de palabra.  /h/ se convierte en [ç] ante /i/ y [ɸ] ante /u/. Las oclusvias se sonorizan cuando siguen a una consonante nasal.